# Eucalyptopsis alauda
Eucalyptopsis alauda är en myrtenväxtart som beskrevs av Lyndley Alan Craven. Eucalyptopsis alauda ingår i släktet Eucalyptopsis och familjen myrtenväxter. Inga underarter finns listade i Catalogue of Life.